# 廣見線
廣見線（日语：／ Hiromi Sen */?）是一條連接日本岐阜縣可兒郡、可兒市與愛知縣犬山市的鐵路路線，由名古屋鐵道擁有及營運。該線名稱取自可兒市的舊名廣見町。

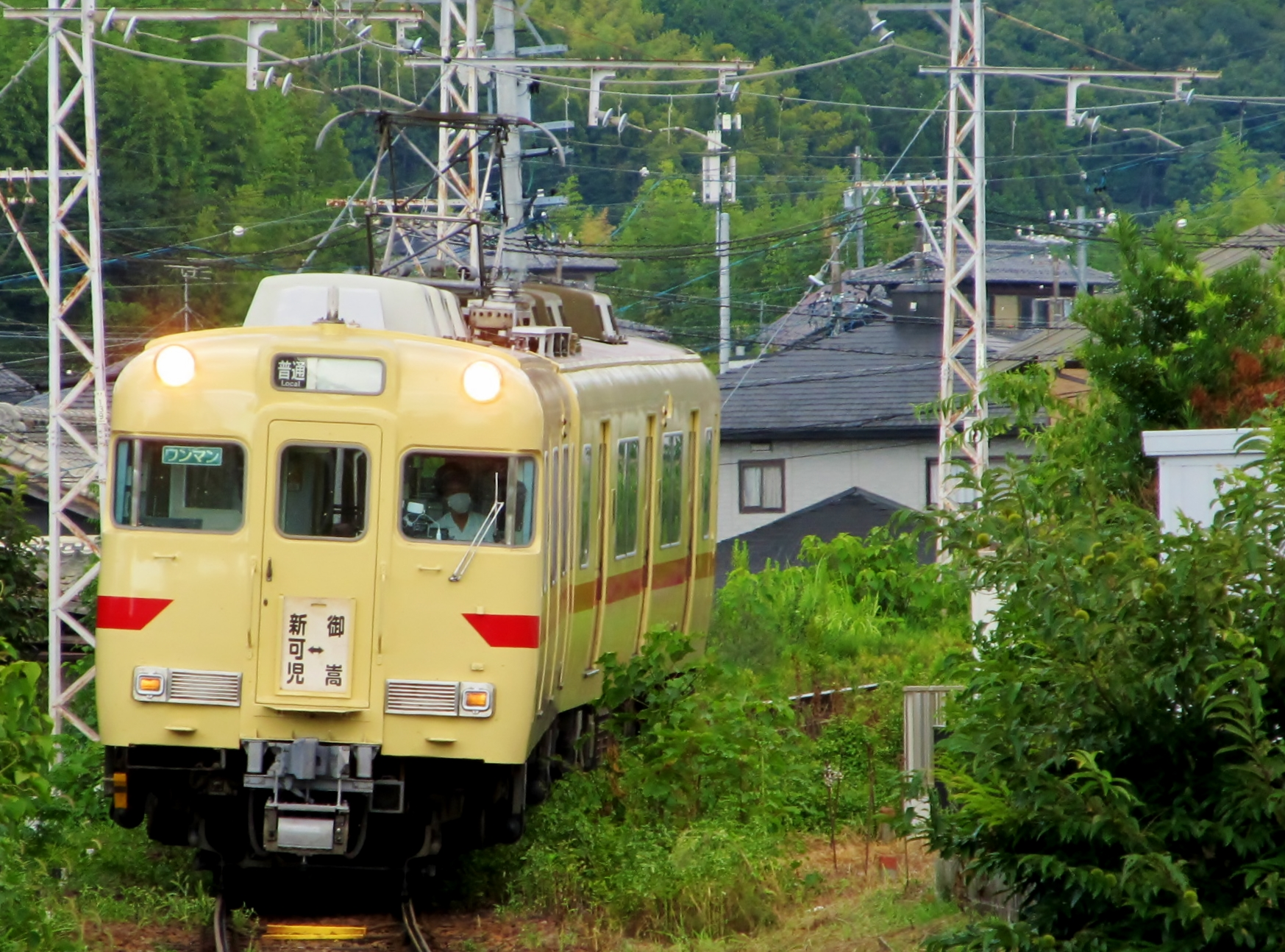
往新可兒站的名鐵6000系電聯車（2024年3月）

## 路線資料
- 路線距離（營業距離）：22.3公里
- 軌距：1,067毫米
- 站數：11個（包括起終點站）
- 複線路段：犬山站－新可兒站間
- 電氣化路段：全線電氣化（直流電1500V）
- 閉塞方式：自動閉塞式
- 可交會車站：明智站
- 最高速度：90公里/小時（犬山站－新可兒站間）
- 最小曲線半徑：160公尺（犬山站構內）

## 歷史
現在的廣見線是由兩條鐵路合併而成的。
- 往返御嵩的一段原為東濃鐵道（日语：東美鐵道）的一部份，於1920年通車[參 1]，使用762毫米窄軌。東濃鐵道於1926年以廣見站為界分拆為兩段，南段國有化為太多線[參 2]，北段則由新成立的東美鐵道接收[參 3]。1928年，太多線搬遷廣見站，東美鐵道改經現今路線以配合之，並更改軌距為1067毫米。支線八百津線於1930年通車。
- 往返犬山的一段原稱今渡線，由名鐵[註 1]興建，於1925年通車。該線最初從今渡站（即今日本萊茵今渡站）經東犬山站直接連接往名古屋方向的犬山線，四年後延長至廣見站並改稱廣見線。次年名岐鐵道[註 1]及東美鐵道的廣見站皆改名為新廣見站。

1942年，因應戰時精簡鐵路管理的需要，名古屋鐵道接管了東美鐵道，東美旗下所有路線皆稱為東美線。1946年，廣見線改接犬山站，近東犬山站一段廢止。兩年後，往返御嵩的一段東美線併入廣見線，八百津線則獨立成線。
御嵩一段廣見線於1952年延長至現在的御嵩站，舊御嵩站則改稱御嵩口站。至於犬山至新廣見站之間於1967至1969年間擴闊為複線。新廣見站於1982年更名為新可兒站。
八百津線於2001年廢止，而新可兒至御嵩之間的廣見線亦因長期赤字而一度受廢止的威脅，後來因可兒市、御嵩町及八百津町政府給予補貼而得以繼續營運。
2024年3月16日起，名鐵在廣見線推行一人控制，除平日早上繁忙時間從新可兒站開出的列車外，其餘行走犬山站及新可兒站之間的列車不再往返名古屋市區。
2025年初，名鐵表示由於使用廣見線的乘客數量正在減少，且該路線每年營運的虧損高達約2億日圓，因此計畫於2026年3月停止現行的營運模式；同時名鐵也表將於6月決定是否要將廣見線的部分路段廢線。

## 服務詳情
現時廣見線列車服務大致如下：
- 新可兒站──御嵩站，普通列車，每小時兩班
- 新可兒站──犬山站，普通列車，每小時四班
  - 每晚10時後僅開兩班列車
  - 平日早上6時至8時由新可兒站開出的普通列車會在犬山站與犬山線的急行列車併結並前往名古屋市區
- 平日早上由新可兒站開出兩班「μSky」列車前往中部國際機場站，在廣見線內不停富岡前及善師野站。

## 車站列表
- 停靠站以2024年3月16日為準。
- 普通列車全站停車（表中省略）。

範例
停靠站 … ●：標準停靠站 ｜：通過
軌道 … ｜：單線路段 ◇：單線路段可交會車站 ∥：複線路段 ∨：此起往下為單線
| 車站編號 | 中文站名     | 日文站名 | 英文站名 | 站間距離 | 營業距離 | μSKY | 接續路線                      | 軌道 | 所在地 | 所在地        |
| -------- | ------------ | -------- | -------- | -------- | -------- | ---- | ----------------------------- | ---- | ------ | ------------- |
| IY15     | 犬山         |          |          | -        | 0.0      | ●    | 名古屋鐵道： 犬山線、 小牧線  | ∥    | 愛知縣 | 犬山市        |
| HM01     | 富岡前       |          |          | 1.9      | 1.9      | ｜   |                               | ∥    | 愛知縣 | 犬山市        |
| HM02     | 善師野       |          |          | 2.1      | 4.0      | ｜   |                               | ∥    | 愛知縣 | 犬山市        |
| HM03     | 西可兒       |          |          | 3.7      | 7.7      | ●    |                               | ∥    | 岐阜縣 | 可兒市        |
| HM04     | 可兒川       |          |          | 2.0      | 9.7      | ●    |                               | ∥    | 岐阜縣 | 可兒市        |
| HM05     | 日本萊茵今渡 |          |          | 2.5      | 12.2     | ●    |                               | ∥    | 岐阜縣 | 可兒市        |
| HM06     | 新可兒       |          |          | 2.7      | 14.9     | ●    | 東海旅客鐵道： 太多線（可兒） | ∨    | 岐阜縣 | 可兒市        |
| HM07     | 明智         |          |          | 3.5      | 18.4     |      |                               | ◇    | 岐阜縣 | 可兒市        |
| HM08     | 顏戶         |          |          | 1.6      | 20.0     |      |                               | ｜   | 岐阜縣 | 可兒郡 御嵩町 |
| HM09     | 御嵩口       |          |          | 1.7      | 21.7     |      |                               | ｜   | 岐阜縣 | 可兒郡 御嵩町 |
| HM10     | 御嵩         |          |          | 0.6      | 22.3     |      |                               | ｜   | 岐阜縣 | 可兒郡 御嵩町 |

### 廢站
有關廢除區間的車站，請參見#廢除區間。
- 愛岐站（善師野站 - 帷子站之間） - 在1969年3月16日與帷子站和春里站合併為西可兒站。
- 帷子站（愛岐站 - 西可兒站之間） - 在1969年3月16日與愛岐站和春里站合併為西可兒站。
- 春里站（西可兒站 - 可兒川站之間） - 在1969年3月16日與愛岐站和帷子站合併為西可兒站。
- 前波站（新可兒站 - 學校前站之間） - 1944年暫停營業，1969年4月5日廢除。
- 學校前站（前波站 - 明智站之間） - 2005年1月29日廢除。

### 廢除區間
站名、接續路線和所在地均截至廢除前一刻。
| 中文站名 | 日文站名 | 英文站名        | 站間 距離 | 營業 距離 | 接續路線             | 所在地 | 所在地 | 所在地 |
| -------- | -------- | --------------- | --------- | --------- | -------------------- | ------ | ------ | ------ |
| 犬山口   |          | Inuyamaguchi    | -         | 0.0       | 名古屋鐵道：犬山線   | 愛知縣 | 丹羽郡 | 犬山町 |
| 東犬山   |          | Higashi-Inuyama | 0.5       | 0.5       | 名古屋鐵道：大曾根線 | 愛知縣 | 丹羽郡 | 犬山町 |
| 富岡前   |          | Tomioka-mae     | 1.6       | 2.1       |                      | 愛知縣 | 丹羽郡 | 城東村 |
| 營業區間 |          |                 |           |           |                      |        |        |        |

### 過去接續路線
- 犬山口站（廢除區間）：名鐵犬山線 - 1946年2月28日前。
- 東犬山站（廢除區間）：名鐵小牧線 - 1946年2月28日前。
- 明智站：名鐵八百津線 - 2001年10月1日廢除。

### 名古屋鐵道營運資訊
1. ↑   (PDF). 路線別時刻表. 2024-02-27  [2024-11-05]. （原始内容存档 (PDF)于2024-02-28）.
2. ↑   (PDF). 路線別時刻表. 2024-02-27  [2024-11-05]. （原始内容存档 (PDF)于2024-02-28）.
3. ↑   (PDF). 路線別時刻表. 2024-02-27  [2024-11-05]. （原始内容存档 (PDF)于2024-02-28）.
4. ↑   (PDF). 路線別時刻表. 2024-02-27  [2024-11-05]. （原始内容存档 (PDF)于2024-02-28）.

### 其他參考資料
1. ↑  . 官報. 大藏省印刷局. 1920-08-27  [2017-03-22]. （原始内容存档于2020-02-27）.
2. ↑  . 官報. 大藏省印刷局. 1926-09-22  [2017-03-22]. （原始内容存档于2021-08-22）.
3. ↑  . 官報. 大藏省印刷局. 1926-09-09  [2017-03-22]. （原始内容存档于2020-01-04）.
4. ↑   (PDF). 名鉄広見線活性化協議会（新可児駅～御嵩駅）.   [2017-03-27]. （原始内容 (PDF)存档于2019-08-02）.
5. ↑  「鉄」記者ブログ. . 岐阜新聞（日语：岐阜新聞）. 2007-12-12  [2017-03-27]. （原始内容存档于2010-08-17）.
6. ↑  . 2011-11-02  [2017-03-27]. （原始内容存档于2022-03-26）.
7. ↑  . 2024-02-17  [2024-11-05].

## 外部連結
- 名古屋鐵道廣見線 （页面存档备份，存于）